# Lago Queñi
Lago Queñi är en sjö i Argentina.   Den ligger i provinsen Neuquén, i den sydvästra delen av landet, 1 300 km sydväst om huvudstaden Buenos Aires. Lago Queñi ligger 820 meter över havet. Arean är 3,9 kvadratkilometer. Den sträcker sig 5,4 kilometer i nord-sydlig riktning, och 1,8 kilometer i öst-västlig riktning.
I omgivningarna runt Lago Queñi växer i huvudsak blandskog. Runt Lago Queñi är det mycket glesbefolkat, med 6 invånare per kvadratkilometer.